# Meledonus lindensis
Meledonus lindensis är en tvåvingeart som beskrevs av Henry J. Reinhard 1953. Meledonus lindensis ingår i släktet Meledonus och familjen parasitflugor.
Artens utbredningsområde är Washington. Inga underarter finns listade i Catalogue of Life.